# Морен, Этьен
Этьен Морен (фр. Étienne Morin) (род. около 1717 года в Каоре, умер в Кингстоне на Ямайке в 1771 году) — торговец в Вест-Индии и Бордо. Он являлся самым известным деятелем масонства, который внёс большой вклад в генезис Древнего и принятого шотландского устава.

## Биография
Происхождение Этьена Морена остаётся неясным по сей день, и кроме записи в реестре в 1762 году Адмиралтейства Гиень, более ничего не известно: 45 лет, среднего роста, черные волосы, парик, уроженец города Каор в Керси. Исследования в регистрах церковного прихода этого города не подтвердили это утверждение, считается, что он родился где-то по соседству от этого города. Вероятно он был сыном Доминика Морена (1693—1760).
Путь, который привёл его из Бордо в Вест-Индию является обычным для карьеры сына мелкого буржуа в середине XVIII века. В начале 1740-х годов, Морен поселился на Мартинике, в Форт Рояле (ныне Форт-де-Франс). Но его бизнес вынуждал его к путешествиям по Карибскому морю, а также постоянному курсированию между Францией и Антильскими островами. Он часто бывал в Сен-Пьере.
Не известна ни точная дата ни масонская ложа, в которой Морен был посвящён, но установлено, что это произошло в начале 1744 года в Антигуа. Посвящение провёл Уильям Мэтьюз, генерал-губернатор Британских Наветренных островов, один из старых масонов обладателей высоких масонских степеней. С тех пор посвящение в тайны Устава Совершенства, по условиям того времени, соответствовало степени «Королевской арки». Из Устава Совершенства и степени Королевской арки, гораздо позже появились 13 и 14 градусы Древнего и принятого шотландского устава. После возвращения в Форт-Рояль, Морен начинает посвящение в эти новые градусы.
Людовик XV объявляет войну Англии и Австрии 15 марта 1744 года. В начале 1745 года Морен попадает в плен, будучи захвачен в море британцами, после чего он был отправлен в Лондон, где по обычаям того времени он наслаждается относительной свободой. Морен получил 25 июня, незадолго до своего возвращения во Францию, подтверждение в правильности своего посвящения в 1744 году, а также он получил конституционное право распространять эти градусы.
Морен вернулся в Бордо и основал 8 июля 1745 года шотландскую ложу «Elect Perfect». Масоны, которые оказывали ему помощь в создании ложи, были видными представителями трёх уже существующих лож в Бордо. После чего он возобновил свои деловые поездки между Францией, Карибским бассейном и Великобританией. В 1748 году он помог основать шотландскую ложу в Кап-Аитьене в Санто-Доминго.

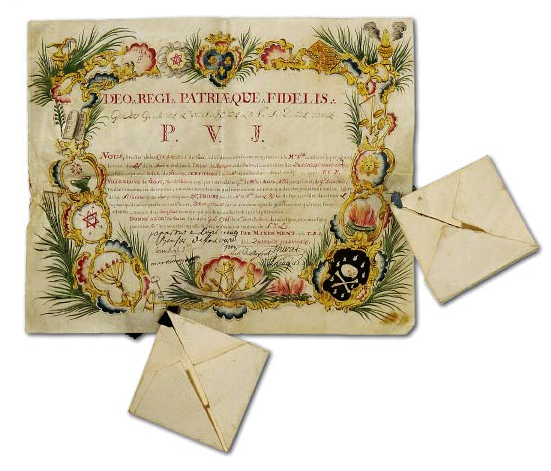
Патент Устава Совершенства

27 августа 1761 года в Париже, Морен получил патент подписанный офицерами Великой ложи Франции, назначавший его «Великим инспектором для всех частей мира». Оригинал этого патента, который, возможно, первоначально относился к символической ложе, так и не нашли. Известно, что на более поздних копиях, которые могли быть приукрашены Мореном, чтобы лучше обеспечить известность в ложах высших градусов на Карибах. Морен практикует устав, который называется Устав Королевской тайны, и который состоял из 25 градусов, высшая степень которого называлась верховный князь царственной тайны. Сама степень могла быть взята из устава практиковавшегося в Париже «Советом императоров востока и запада».
Морен вновь отправляется в Бордо из Санто-Доминго. 27 марта 1762 года он вновь был захвачен в море англичанами и отправлен в Лондон. Там он встретился с Вашингтоном Ширли, графом Ферре, который одобряет его патенты и разрешает распространять степени под наблюдением британской ложи на Карибах, где ему удалось оказаться лишь в 1763 году. Этот патент давал право распространят Устав королевской тайны во всех ложах и по всем степеням во всём Карибском бассейне. Именно от этих лож и их ритуалов по патенту Генри Эндрю Френкена, прошедшего посвящение в Устав королевской тайны, впоследствии появится Древний и принятый шотландский устав в Олбани, США, в 1767 году.
3 июня 1770 года землетрясение разрушило город Порт-о-Пренс, что заставило Морена переехать в Кингстон, где он учредил «Совет королевской тайны». Совет был создан 30 апреля 1770 года.
Этьен Морен умер в Кингстоне в 1771 году.